# Philip D. Gingerich
Philip D. Gingerich (ur. 1946) – profesor paleontologii, biologii, antropologii i nauk geologicznych oraz dyrektor Muzeum Paleontologicznego na Uniwersytecie Michigan.
Jego badania koncentrują się na wymarłych kręgowcach i dominacji ssaków po erze mezozoicznej. Bada również pochodzenie i ewolucję ssaków, w szczególności waleni i naczelnych.

## Edukacja i nagrody
Gingerich otrzymał licencjat na Uniwersytecie w Princeton w 1968. W 1980 uzyskał doktorat z geologii na Uniwersytecie Yale Został ponadto uhonorowany nagrodą Henry'ego Russela przez Uniwersytet Michigan w 1980 roku.